# Parque nacional Montaña de la Mesa
Parque Nacional Montaña de la Mesa (Table Mountain National Park), anteriormente conocido como el Parque Nacional de la Península del Cabo (Cape Peninsula National Park), es un parque nacional en la provincia Occidental del Cabo, Sudáfrica, proclamado el 29 de mayo de 1998 con el propósito de proteger el medio ambiente de la Cadena de la Montaña de la Mesa, y en particular la rara vegetación de fynbos. El parque es administrado por los South African National Parks.
El parque contiene dos lugares históricos bien conocidos: Montaña de la Mesa, por la cual el parque obtiene su nombre; y el cabo de Buena Esperanza, la extremidad más meridional de África.

## Geografía

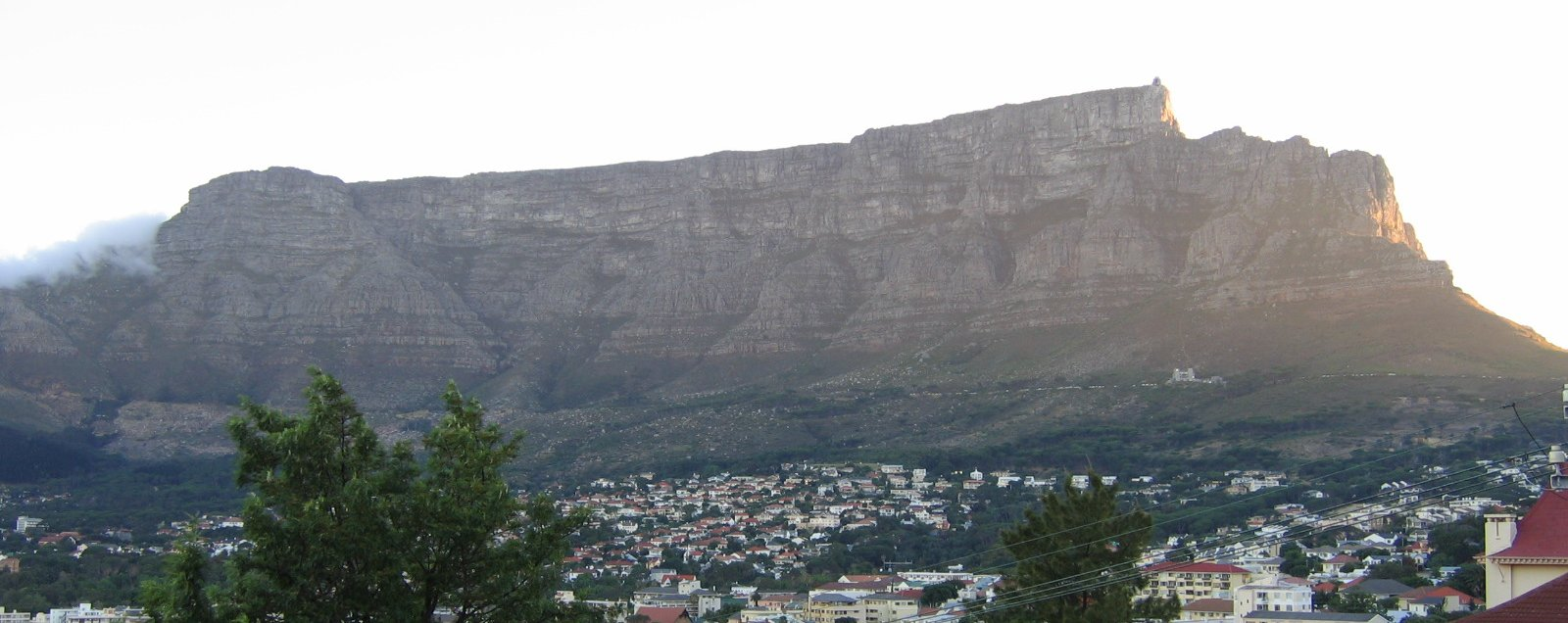
La cara frontal de la Montaña de la Mesa, como se ve desde Signal Hill.

El parque se extiende de norte a sur a lo largo de las montañas que componen el espinazo montañoso de la península del Cabo, desde Signal Hill en el norte, a través de la Cabeza de León (Lion's Head), Montaña de la Mesa, Constantiaberg, Reserva Natural Silvermine, las montañas del sur de la península del Cabo, terminando en Cape Point.
El parque no es una sola área contigua; las áreas montañosas poco desarrolladas que componen la mayor parte del parque están separadas por áreas urbanas desarrolladas en terreno más superficial. Por lo tanto el parque está dividido en tres secciones separadas, como se enumera abajo.

### Sección de la Montaña de la Mesa
La sección cubre Signal Hill, la Cabeza de León, la Montaña de la Mesa propiamente dicha, incluyendo la Mesa Negra (Back Table) (la parte posterior y más baja de la montaña), El Pico de Diablo (Devil's Peak), los Doce Apóstoles (the Twelve Apostles) (realmente una serie de diecisiete picos a lo largo del litoral Atlántico, y Orange Kloof (un área especialmente protegida no abierta al público). Colinda con Ciudad del Cabo al norte, Camps Bay y la costa atlántica al oeste, los suburbios de Ciudad del Cabo al este, y Hout Bay al sur.
Esta sección fue formada desde el Monumento de la Montaña de la Mesa (Table Mountain National Monument), el Bosque Estatal Cecilia (Cecilia State Forest), y el Bosque Newlands (Newlands Forest). El Jardín Botánico Kirstenbosch no es oficialmente parte del parque nacional, pero sus extensiones elevadas son mantenidas como parte del parque.

### Sección Silvermine-Tokai
Esta sección se distribuye de noroeste a sureste a lo largo de la península del Cabo.
Esta sección fue formada desde el Bosque Estatal Tokai (Tokai State Forest) y la Reserva Natural Silvermine.

### Sección Cape Point

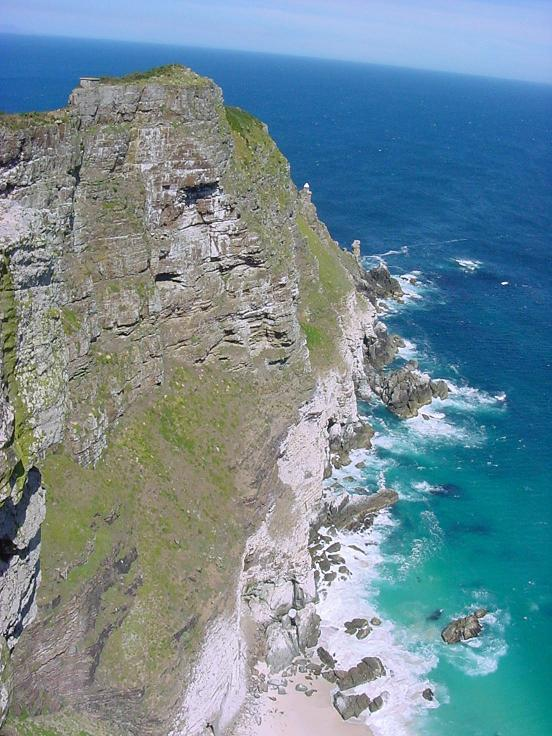
Vista hacia el sur sobre Cape Point; el domo blanco del faro es visible.

Esta sección cubre la mayor parte del área de la península del Cabo, extendiéndose desde Cape Point y el cabo de Buena Esperanza en el sur. Se formó desde la Reserva Natural del Cabo de Buena Esperanza.

## Flora

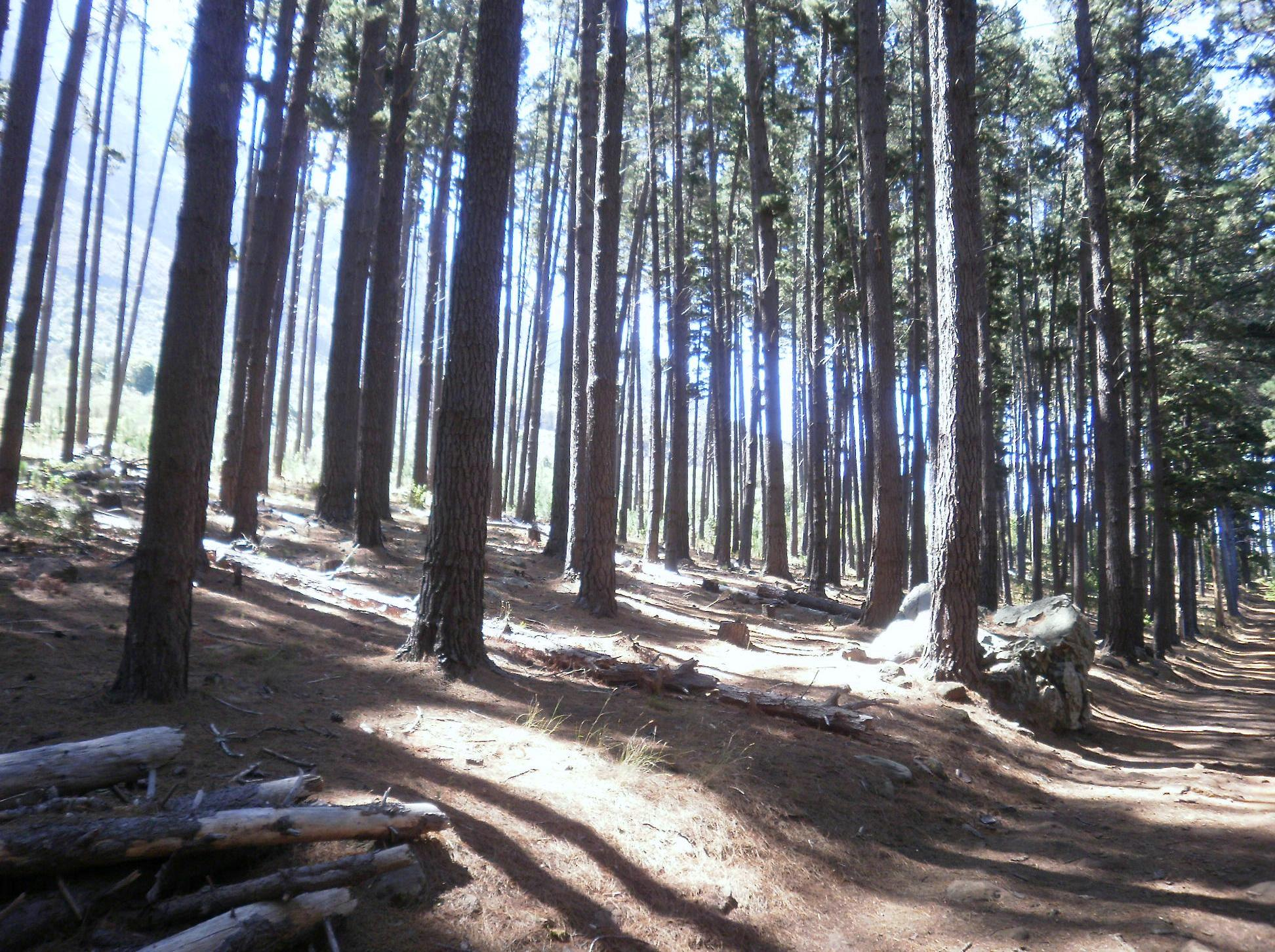
Plantación de Pinus pinaster europeo o "pino racimo", en las laderas orientales de la Montaña de la Mesa.

El área forma parte del Reino florístico del Cabo y sustenta una gran diversidad de flora, gran parte de la cual es rara y endémica. Proteas, ericas, restios así como miembros de la familia Asteraceae así también como geófitas se encuentran en abundancia.
En particular, El árbol de plata (Leucadendron argenteum), una especie popularmente cultivada, se encuentra en la naturaleza solo en las colinas de la Cabeza de León y unos pocos dispersos en otras partes de la península del Cabo (una área notable se encuentra por encima de Kirstenbosch).
Las mayores amenazas para la flora incluyen caza furtiva para medicinas de sangoma, plantas invasores tales como la Higuera de Puerto Jackson, tres especies de Hakea, y pinos.

## Fauna
Grandes depredadores que históricamente rondaron el área incluyen el león del Cabo, leopardo (el cual persistió hasta los 1920s, y todavía se afirma encontrar sus huellas hoy en día), así como la hiena manchada y chacal de lomo negro. Grandes herbívoros similarmente desaparecieron a manos de los colonizadores europeos, por ejemplo el elefante africano de sabana, rinoceronte negro, kudú, eland, cebra de montaña y bontebok, sin embargo las tres últimas especies fueron reintroducidas a la Sección Cape Point del parque.
Mamíferos más pequeños todavía se encuentran en el parque: caracal, hirax de roca y una variedad de especies de pequeños mamíferos, tales como el raficero del Cabo y notablemente el reciente reintroducido klipspringer.
La población de los extraños tahres del himalaya originados de un par que escapó de los desaparecidos Jardines Zoológicos de Groot Schuur debajo del Pico del Diablo en 1935. A partir de 2006, virtualmente todos los tahres han sido cazados selectivamente de Montaña de la Mesa, por lo tanto abrieron el camino para la reintroducción de los más pequeños klipspringers, con los cuales el tahr podrá haber competido debido a nichos similares. Sin embargo es aún muy probable que unos pocos hayan sobrevivido.
Los papiones chacma habitan las partes sur del parque. Ellos son sumamente visibles y populares con los turistas, pero son capaces de ser extremadamente peligrosos cuando ellos se acostumbran a los seres humanos y empiezan a asociarlos con comida gratis. Muchos residentes que viven en lugares cercanos al parque, con frecuencia chocan con los papiones los cuales han intentado, y tenido éxito, en invadir sus casas para comida y muchos recurren a medidas tales como reforzar su seguridad al montar cercas eléctricas, y medidas ilegales como dispararles con armas de perdigones, atropellarlos, y azuzar perros contra ellos. Esto es inefectivo ya que puede lisiar a los papiones y simplemente reforzar sus intenciones para obtener comida fácil, ya que es más fácil para los papiones buscar en un cubo de basura por desperdicios de comida silvestre en las montañas con una sola mano. Por lo tanto es imperativo que los visitantes no se empeñen en alimentar a los papiones.

## Atracciones turísticas
- El Teleférico de la Montaña de la Mesa lleva visitantes desde la Estación Inferior de cable hasta la cima de la Montaña de la Mesa, permitiendo a los visitantes evitar la bastante ardua caminata hacia arriba.
- Boulders Beach (Playa de los Cantos Rodados), contiene una gran colonia de pingüinos africanos.
- Cape Point y el cabo de Buena Esperanza son muy pintorescos, sin embargo no son ni la punta más meridional de África ni el punto de encuentro de los océanos  Atlántico e Índico, como se cree con frecuencia.

## Controversia
El parque nacional montaña de la Mesa ha sido criticado por remover los bosques urbanos consistentes de árboles no indígenas. Estos bosques solo constituyen hasta el 2 % del parque, pero son importantes áreas recreativas para la gente que vive en el área metropolitana de Ciudad del Cabo.
El parque se sitúa en el corazón del Reino florístico del Cabo, el cual es un punto crítico de biodiversidad visto por los biólogos como una anomalía botánica. Gran parte de su flora única se ha perdido ante la agricultura y el desarrollo urbano.